# Långön (vid Skåldö, Raseborg)
Långön är en ö i Finland. Den ligger i Finska viken och i kommunen Raseborg i landskapet Nyland, i den södra delen av landet. Ön ligger omkring 84 kilometer väster om Helsingfors.
Öns area är 81,5 hektar och dess största längd är 2,2 kilometer i sydöst-nordvästlig riktning.